# طحلب أيرلندي
الطحلب الأيرلندي (الاسم العلمي: Chondrus crispus)، ويطلق عليه أيضا اسم كَرَّاجين. وهو اسم لعدة أنواع من الأعشاب البحرية، التي تنمو على طول الشواطئ الصخرية، وتجمع للاستعمال التجاري. والطحلب الأيرلندي طحلب بحري، وليس طحلبا حقيقيًا.

## استعمالاته
يستعمل في تشكيلة متنوعة من المنتجات بما في ذلك الآيس كريم ومعجون الأسنان وأدوية السعال، وفي ملمعات الأحذية وصناعة المسهلات .